# Brisia Jodie
Brisia Jodie Maurinne (ur. 30 marca 1996 w Yogyakarcie) – indonezyjska piosenkarka.

## Życiorys
Zainteresowanie śpiewaniem zaczęła wykazywać w wieku 3 lat. Jeszcze jako uczennica szkoły podstawowej występowała w kawiarniach. Odnosiła sukcesy w konkursach muzycznych. Zajęła drugie miejsce w konkursie wokalnym na szczeblu Yogyakarty oraz trzecie miejsce w konkursie zespołów muzycznych zorganizowanym przez Dinas Pendidikan Pemuda dan Olahraga. Zainteresowała się nagrywaniem coverów, aż w końcu wzięła udział w 9. sezonie programu Indonesian Idol.
W 2018 r. została laureatką AMI (Anugerah Musik Indonesia) w kategorii najlepszy duet popowy, za utwór „Dengan Caraku” (wraz z Arsim Widianto).
W 2020 r. wydała swój pierwszy album studyjny pt. „Kisahku”.
Zagrała w szeregu filmów. Podjęła studia w zakresie stosunków międzynarodowych na Universitas Pembangunan Nasional Veteran Yogyakarta, ale ich nie ukończyła.

## Dyskografia
Single
- 2018: „Dengan Caraku”
- 2018: „Seandainya”
- 2019: „Kisahku”
- 2019: „Rekah”
- 2019: „Sejauh Dua Benua”
- 2019: „Menunggu Jadi Pacarmu”
- 2020: „Rindu Dalam Hati”[7]
- 2020: „Hari Ini Esok Lusa”
- 2020: „Tak Bisa”
- 2020: „Mantan Teman”
- 2021: „Cinta Kau Dimana”
- 2021: „Tabu”
- 2022: „Ternyata Hanya Kamu”
- 2022: „Sehari Lagi”[8]
- 2023: „Aku Memilihmu”[9]
- 2023: „Kedua Kalinya”[10]

Minialbumy
- 2020: Soulmate[11][12]

Albumy studyjne
- 2020: Kisahku